# SV Kampong
Maillots
Sportvereniging Kampong Hockey, également connu sous le nom de SV Kampong ou simplement Kampong, est un club de hockey sur gazon néerlandais basé à Utrecht. Il a été fondé en 1902, ce qui en fait le deuxième club de hockey le plus ancien des Pays-Bas,.
Les hommes et les femmes du 1er XI s'affrontent dans la Hoofdklasse, la ligue de premier plan du pays. L'équipe masculine a remporté la ligue en 2017, après 32 ans sans titre national, après un affrontement avec Rotterdam. Ils ont également participé à la Euro Hockey League.

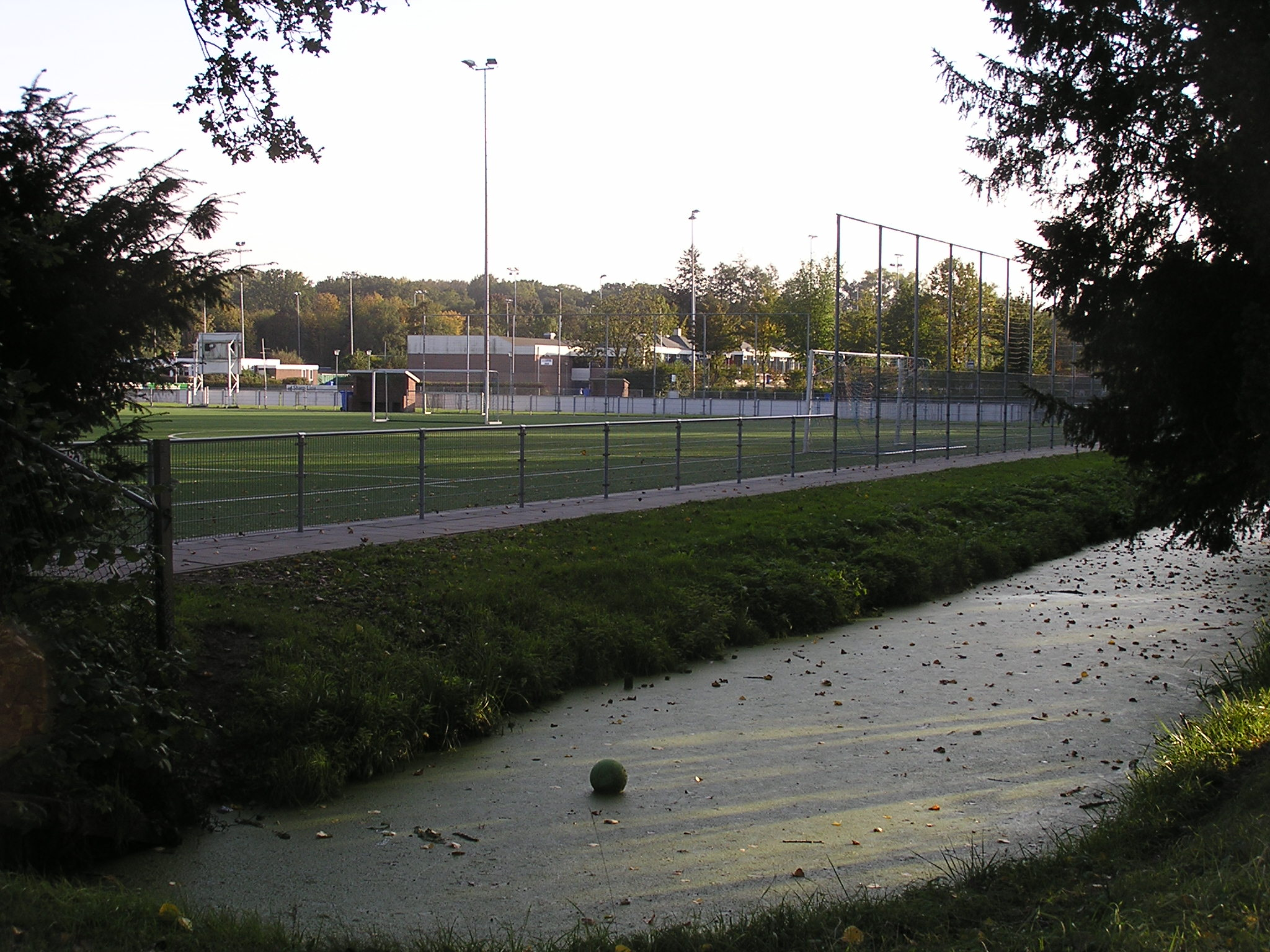
Les terrains de SV Kampong

## Honneurs

### Hommes
Hoofdklasse
- Champions (8): 1967–1968, 1971–1972, 1972–1973, 1973–1974, 1975–1976, 1984–1985, 2016–2017, 2017–2018
- Vice-champions (9)': 1966–1967, 1976–1977, 1979–1980, 1981–1982, 1985–1986, 1989–1990, 2014–2015, 2018–2019, 2020–2021

Euro Hockey League
- Champions (1): 2015-2016
- Vice-champions (1): 2017-2018

Coupe d'Europe de hockey sur gazon des clubs champions
- Champions (1): 1986
- Vice-champions (1): 1974

Coupe d'Europe de hockey sur gazon des clubs gagnants
- Champions (1): 1991

Hoofdklasse en salle
- Champions (2): 2006-2007, 2012-2013

### Femmes
Hoofdklasse
- Champions (2): 1993–1994, 1994–1995
- Vice-champions (1)': 1995–1996

Coupe d'Europe féminine de hockey sur gazon des clubs champions
- Champions (1): 1986
- Vice-champions (1): 1974

Coupe d'Europe féminine de hockey sur gazon des clubs gagnants
- Champions (1): 1997

Hoofdklasse en salle
- Champions (7): 2004–2005, 2005–2006, 2006–2007, 2008–2009, 2009–2010, 2010–2011, 2015–2016